# Jean-André Cuoq
Pour les articles homonymes, voir Cuoq.
Jean-André Cuoq, né le 6 juin 1821 et mort le 21 juillet 1898, est un prêtre catholique français, philologue et linguiste, spécialiste de l’ojibwé et du mohawk, deux langues amérindiennes d'Amérique du Nord.

## Biographie
Jean-André Cuoq est né le 6 juin 1821 au Puy-en-Velay. Il est devenu membre de la compagnie de Saint-Sulpice à Paris en 1844. Il fut ordonné prêtre de Saint-Sulpice en décembre 1845 ; on l’envoya au Québec le 29 novembre 1846, où il fut assigné à la mission dite « du lac des Deux-Montagnes » (fondation d’Oka) en 1847 comme missionnaire auprès des Nipissings (dénomination contemporaine des autochtones).
Cuoq resta à Oka pendant de nombreuses années en compagnie de Nicolas Dufresne (1789-1863), le directeur de cette mission et missionnaire auprès des Mohawks. Cuoq étudia le parler de Kitigan Zibi qui considérait appartenir à la langue algonquine, mais qui est considérée de nos jours comme faisant partie du dialecte ojibwa de l'Est, voire du sous-dialecte nipissingue.
Lorsque Dufresne fut écarté de la mission en 1857 et envoyé dans un séminaire de Montréal, Cuoq s’adonna à l’étude du mohawk. En 1864, Cuoq fut envoyé au collège de Montréal, où il resta durant deux ans, jusqu’à son retour au lac des Deux-Montagnes, où il demeura jusqu’à 1875. 

## Hommages posthumes
Il est connu pour avoir introduit le terme obviatif en linguistique algonquienne.[Quoi ?]
Le canton de Cuoq est nommé en son honneur.

## Publications
- Le Livre de la prière ; recueil de prière, d’hymnes et de cantiques chantés à l’église (en algonquin), Montréal, John Lowell, 1852.
- Catéchisme et Cantiques. (en algonquin), Montréal, John Lowell, 1854.
- De Riligieuse Narration. Le Livre, ou Histoire de la Religion; Résumé de l'histoire de l'Ancien Testament (en algonquin), Montréal, J. Lowell, 1859.
- Édition avec J. Tallet de Jean Claude Mathevet, Vie de Notre-Seigneur (en algonquin), Montréal, J. Valois, 1861.
- Le Libre des sept Nations, ou Paroissien Iroquois noté en plain-chant, avec quelques Cantiques algonquins, Montréal, J. Lowell, 1861.
- Jugement erroné de M. Ernest Renan sur les langues sauvages, Montréal, Eusèbe Sénécal, 1864 ; réimpression : Montréal, Dawson, Brothers J.-B. Roland et Fils, 1869.
- Ienenrinekenstha Kanesatakeha: ou Processional Iroquois à l’usage de la Mission du Lac des Deux Montagnes (en mohawk), Tiotaki [Montréal]: John Lovell, 1864.
- Catechisme algonquin avec syllabaire et cantiques : Nìina aïamie kakȣedjindiȣinimasinaigan àte gaïe aïamie nikamonan (en algonquin), Kanactàgeng [Montréal], John Lovell, 1865.
- Études philologiques sur quelques langues sauvages de l’Amerique, Montréal, Dawson, Brothers, 1866.
- « Quels étaient les sauvages que rencontra Jacques Cartier sur les rives du Saint-Laurent ? », dans Annales de philosophie chrétienne, septembre 1869.
- Lexique de la langue Iroquoise, avec Notes et Appendices, Montréal, J. Chapleau et fils, 1882.
- Lexique de la langue Algonquine, Montréal, J. Chapleau et fils, 1886.
- « Grammaire de la langue Algonquine », dans Proceedings and transactions of the Royal Society of Canada: Déliberations et mémoires de la Société royale du Canada, Ottawa, Royal Society of Canada, 1891 (partie 1) et 1892 (partie 2).
- « Anòtc Kekòn », dans Proceedings and transactions of the Royal Society of Canada: Déliberations et mémoires de la Société royale du Canada, Ottawa, Royal Society of Canada, 1893.
- Avec J. Tallet. Nouveau Manuel algonquin, Montréal, J. Valois, 1893.
- Le saint Rosaire, Montréal, Beauchemin, [n.d.].